# ACVR2A
El receptor de activina tipo 2A es una proteína que en humanos está codificada por el gen ACVR2A . ACVR2A es un receptor de activina tipo 2 .

## Función
Este gen codifica el receptor de activina A tipo II. Las activinas son factores diméricos de crecimiento y diferenciación que pertenecen a la superfamilia del factor de crecimiento transformante beta (TGF-beta) de proteínas de señalización relacionadas estructuralmente. Las activinas señalizan a través de un complejo heteromérico de serina quinasas receptoras que incluyen al menos dos receptores de tipo I (I y IB) y dos de tipo II (II y IIB). Todos estos receptores son proteínas transmembrana, compuestas por un dominio extracelular de unión a ligando con región rica en cisteína, un dominio transmembrana y un dominio citoplásmico con especificidad de serina / treonina predicha. Los receptores de tipo I son esenciales para la señalización; y los receptores de tipo II son necesarios para unir ligandos y para la expresión de receptores de tipo I. Los receptores de tipo I y II forman un complejo estable después de la unión del ligando, lo que resulta en la fosforilación de los receptores de tipo I por los receptores de tipo II. Los receptores de tipo II se consideran quinasas constitutivamente activas.

## Interacciones
Se ha demostrado que ACVR2A interactúa con:
- ACVR1B,[6][7]
- INHBA,[8][9] y
- SYNJ2BP .[10][11]